# Trimorphodon lambda
Trimorphodon lambda – gatunek jadowitego węża z rodziny połozowatych (Colubridae).
Osobniki dorosłe osiągają zwykle od 60 cm do 100 cm.
Charakterystyczny dla tej rodziny wzór w kształcie liry na głowie u węży z tego podgatunku dobrze zaznaczony. Ubarwienie podstawowe brązowo-szare do szarego z brązowymi plamami. Węże tego gatunku nie są groźne dla człowieka, jad, którym dysponują, nie jest silny. Nawet brane do rąk zwykle nie gryzą. Żywią się jaszczurkami, żabami oraz małymi gryzoniami.
Występuje w południowo-zachodnich USA na terenie stanów Arizona, Kalifornia, Nevada, Nowy Meksyk i Utah oraz w północno-zachodnim Meksyku.